# Anthrax plumipes
Anthrax plumipes är en tvåvingeart som först beskrevs av Philippi 1873.  Anthrax plumipes ingår i släktet Anthrax och familjen svävflugor. Inga underarter finns listade i Catalogue of Life.